# Bão Kenneth (2019)
Bão Kenneth là một xoáy thuận nhiệt đới mạnh đã đổ bộ vào phía bắc Mozambique và mang lại thiệt hại lớn cho Comoros và Tanzania. Kenneth là cơn bão nhiệt đới lớn nhất khi đổ bộ vào Mozambique kể từ khi có các hồ sơ về cơn bão. Cơn bão nhiệt đới lần thứ mười bốn, thứ mười (kỷ lục) và cơn bão nhiệt đới thứ mười của mùa bão Tây Nam Ấn Độ Dương 2018-19, Kenneth hình thành từ một cơn lốc mà văn phòng Météo-France trên La Réunion (MFR) đã thông báo đến đầu tiên vào ngày 17 tháng 4. MFR theo dõi trên hệ thống và chỉ định nó là "một nhiễu động nhiệt đới" vào ngày 21 tháng 4. Vùng nhiễu động đó nằm trong môi trường thuận lợi ở phía bắc Madagascar, mạnh lên thành áp thấp nhiệt đới và sau đó hình thành cơn bão nhiệt đới vào ngày hôm sau. Cơn bão sau đó bắt đầu thời kỳ tăng cường nhanh chóng, đạt đỉnh điểm với sức gió duy trì trong 10 phút là 215 km/h (130  mph) và áp suất 934 hPa (27,58 inHg). Vào thời điểm đó, Kenneth bắt đầu suy yếu một chút trước khi đổ bộ vào cuối ngày hôm đó. Do tương tác với đất liền, Kenneth nhanh chóng suy yếu sau khi nó tràn vào Mozambique. Cơn bão sau đó di chuyển xuống phía nam, MFR đã dỡ bỏ các cảnh báo lớn đối với các thành phố nội địa. Kenneth được phân loại là một vùng áp thấp trên đất liền sau khi đổ bộ, MFR đã ghi nhận và cảnh báo vào lúc nửa đêm ngày 26 tháng 4. Vùng thấp sau đó đã tái sinh ngoài khơi Mozambique vào ngày 27 tháng 4 khi nó bắt đầu trôi dạt về phía bắc, trước khi tàn dư của nó tan đi vào ngày 29 tháng 4.
Trước sự đổ bộ của Kenneth, chính quyền địa phương đã sơ tán hơn 30.000 người ở khu vực nằm gần đường đi của cơn bão tại phía bắc Mozambique. Kenneth làm chết ít nhất 45 người tại Comoros, gió và mưa của Kenneth đã gây tử vong ít nhất 7 người, đồng thời mưa lũ sau bão làm 38 người thiệt mạng ở Mozambique.

## Chuẩn bị và tác động
Ở Comoros, gió và mưa của Kenneth đã giết chết ít nhất bảy người và làm bị thương hơn 200 người khác. Ước tính sơ bộ cho thấy khoảng 60-80% cây trồng đã bị phá.
Kenneth tấn công Mozambique khoảng một tháng sau khi Bão Idai tàn phá khu vực này, làm dấy lên lo ngại về sự khủng hoảng của người dân ngày càng hỗn loạn hơn do cơn bão. Chính quyền địa phương ở phía bắc Mozambique đã sơ tán hơn 30.000 người trước cơn bão, do những tác động dự kiến.
Kenneth đã đổ xuống phía bắc Pemba, Mozambique, vào tối thứ năm ngày 25 tháng 4, 4:15 chiều giờ địa phương (13:15 UTC), với sức gió kéo dài 1 phút là 220  km/h (140   mph). IFRC đã báo cáo thiệt hại trong thành phố, nhiều cây cối bị đổ và sự cố mất điện. Ở Mozambique, tổng cộng 38 người đã thiệt mạng, trong đó có một phụ nữ bị cây dừa rơi mạnh vào người gần Pemba. Ngoài ra, bốn chiếc tàu đã chìm ngoài khơi thị trấn Palma. Trên đảo Ibo, 90% các ngôi nhà đã bị phá hủy. Tại tỉnh Cabo Delgado, 2.500 ngôi nhà bị phá với nhiều trường học và bệnh viện bị hại nặng nề.

## Kết quả
Sau khi cơn bão tan, Liên minh Châu Âu đã quyên góp 1,5 triệu euro (1,7 triệu đô la) để giúp đỡ những người bị ảnh hưởng. Liên Hợp Quốc đã ủng hộ 13 triệu đô la cho cả Mozambique và Comoros, để quyên góp tiền thức ăn và nước uống đồng thời sửa chữa lại cơ sở hạ tầng.